# Mount Chaudoin
Mount Chaudoin ist ein steiler, 1400 m hoher Berg im ostantarktischen Viktorialand. Er ragt im westlichen Abschnitt der Gonville and Caius Range auf.
Das Advisory Committee on Antarctic Names benannte ihn 2007 nach Robert Lee Chaudoin (* 1929), der als Mitglied der Baubrigaden Seabees der United States Navy in den 1950er Jahren an der Errichtung der ersten McMurdo-Station und der ersten Amundsen-Scott-Südpolstation beteiligt war und 1956 auf letzterer als Postbeamter fungierte.